# Hans Bagge
Hans Bagge, död 3 april 1623 i Stockholm, var en svensk borgmästare.

## Biografi
Hans Bagge blev senast 1614 rådman i Norra förstaden i Stockholm. Han avlade 19 oktober 1621 ed som borgmästare i Norra förstaden. Bagge avled i pesten 1623.
Bagge tillhörde troligtvis en medeltidssläkt från Stockholm med namnet Bagge.

### Familj
Bagge var gift med Agneta (död 1626). De fick tillsammans barnen Anna Hansdotter (död 1625), Margareta Hansdotter som var gift med arrendatorn Erik Larsson i Håbo socken och Erik Olofsson och Märta Hansdotter.